# Pilchuck Glass School
Pilchuck Glass School är en amerikansk konstskola för glaskonst, som ligger på en tidigare skogsfastighet utanför Stanwood i delstaten Washington i USA.
Skolans namn kommer från det indianspråk som talats på platsen och betyder "rött vatten". Pilchuck Glass School erbjuder sommarkurser i olika glastekniker och platser för arbete för etablerade konstnärer. 
Dale Chihuly, som ledde glasundervisningen vid Rhode Island School of Design, och Ruth Tamura, som ledde glasundervisningen vid dåvarande California College of Arts and Crafts (nuvarande California College of the Arts) började 1971 arrangera sommarseminarier i glaskonst. De kom att samarbeta med John Hauberg och hans fru Anne Gould Hauberg, som erbjöd sin fastighet norr om Seattle.
Pilchuck Glass School bedriver undervisning året om, men har den mest intensiva undervisningsperioden mellan maj och början av september. 
Undervisning sker i hantering av kallt och hett glas i tekniker som bland annat glasblåsning, skulptering av het glasmassa, sandgjutning, pigmenterat glas och gravyr.
Jan-Erik Ritzman har varit lärare på skolan, och 1978 var den amerikanske glaskonstnären Sonja Blomdahl lärarassistent vid skolan. En av skolans elever är den svenska glaskonstnären Kjell Engman.